# Peckia urceola
Peckia urceola är en tvåvingeart som först beskrevs av Hall 1933. Peckia urceola ingår i släktet Peckia och familjen köttflugor.
Artens utbredningsområde är Panama. Inga underarter finns listade i Catalogue of Life.